# Eleccions parlamentàries finlandeses de 1939
Les eleccions parlamentàries finlandeses del 1939 es van celebrar els dies 1 i 2 de juliol de 1939. El partit més votat fou el socialdemòcrata i es formà un govern de coalició dirigit per Risto Ryti com a primer ministre de Finlàndia. Aquesta legislatura fou la més llarga de la història política finlandesa, marcada primer per la Guerra d'Hivern (1939-1940) i la Guerra de Continuació (1941-1944) 

## Resultats
|                       |                                |           |        |          |     |  |
| Partit                | Partit                         | Vots      | %      | Escons   | +/– |  |
|                       | Partit Socialdemòcrata         | 515,980   | 39.77  | 85 / 200 | 2   |  |
|                       | Lliga Agrària                  | 296,529   | 22.86  | 56 / 200 | 3   |  |
|                       | Partit de la Coalició Nacional | 176,215   | 13.58  | 25 / 200 | 5   |  |
|                       | Partit Popular Suec            | 124,720   | 9.61   | 18 / 200 | 3   |  |
|                       | Moviment Patriòtic Popular     | 86,219    | 6.65   | 8 / 200  | 6   |  |
|                       | Partit Nacional Progressista   | 62,387    | 4.81   | 6 / 200  | 1   |  |
|                       | Partit dels Petits Grangers    | 27,783    | 2.14   | 2 / 200  | Nou |  |
|                       | Esquerra Sueca                 | 5,980     | 0.46   | 0 / 200  | Nou |  |
|                       | Altres                         | 1,506     | 0.12   | 0 / 200  | =   |  |
| Total                 | Total                          | 1,297,319 | 100    | 200      | =   |  |
|                       |                                |           |        |          |     |  |
| Vots vàlids           | Vots vàlids                    | 1,297,319 | 99.61  |          |     |  |
| Invàlids / en blanc   | Invàlids / en blanc            | 5,029     | 0.39   |          |     |  |
| Vots totals           | Vots totals                    | 1,302,348 | 100.00 |          |     |  |
| Votants Registrats    | Votants Registrats             | 1,956,807 | 66.55  |          |     |  |
| Font: Nohlen & Stöver |                                |           |        |          |     |  |